# 哈氏鉛筆魚
哈氏鉛筆魚（学名：Nannostomus harrisoni），為輻鰭魚綱脂鯉目脂鯉亞目鱂脂鯉科的其一種，分布於南美洲蓋亞那德梅拉拉河流域，體長可達4.5公分，棲息中底層水域，生活習性不明，可作為觀賞魚。